# Charaxes usambarae
Charaxes usambarae is een vlinder uit de familie van de Nymphalidae. De wetenschappelijke naam van de soort is voor het eerst geldig gepubliceerd in 1952 door Van Someren & Jackson.